# (175660) 1981 QC3
(175660) 1981 QC3 là một tiểu hành tinh vành đai chính. Nó được phát hiện bởi Henri Debehogne ở Đài thiên văn La Silla ở Chile ngày 24 tháng 8 năm 1981.